# 英村脑残故事
英村脑残故事是英國電視推出的一部仿纪录片，于2017年2月8日在英国广播公司第三台首次播出。该剧讲述的是住在科茨沃尔德的两个表兄弟的日常生活。